# Веселин Геров
Веселин Петков Геров е български футболист, нападател.
Роден е на 7 май 1970 г. в Плевен. Висок е 187 см и тежи 82 кг. Играл е за Спартак (Плевен), Етър, Ботев, Локомотив (София) и немските Падерборн, Аален, Офенбах Кикерс, Зандхаузен и Есен Касел. Носител на Купата на ПФЛ през 1995 г. с Етър. Бронзов медалист през 1996 г. с Локомотив (Сф). Полуфиналист за купата на страната през 1993 г. с Етър. В А група има 127 мача и 32 гола. В турнира за купата на УЕФА има 8 мача и 2 гола (4 мача с 1 гол за Локомотив (СФ) и 4 мача с 1 гол за Ботев). За купата на Германия има 5 мача и 1 гол (2 мача и 1 гол за Падерборн, 2 мача за Аален и 1 мач за Офенбах Кикерс). Голмайстор на Регионаллига Север през 2002 г. с 19 гола за Падерборн.

## Статистика по сезони
- Спартак (Пл) – 1988/89 – Б група, 22 мача/4 голa
- Спартак (Пл) – 1989/90 – Б група, 16/3
- Спартак (Пл) – 1990/91 – Б група, 23/7
- Спартак (Пл) – 1991/92 – Б група, 37/16
- Спартак (Пл) – 1992/ес. - Б група, 15/7
- Етър – 1993/пр. - А група, 14/5
- Етър – 1993/94 – А група, 27/9
- Етър – 1994/95 – А група, 29/10
- Ботев – 1995/ес. - А група, 10/3
- Локомотив (Сф) – 1996/пр. - А група, 12/3
- Локомотив (Сф) – 1996/97 – А група, 18/5
- Падерборн 07 – 1997/98 – Регионаллига Запад-Югозапад, 24/21
- Аален – 1998/99 – Регионаллига Запад-Югозапад, 19/8
- Аален – 1999/00 – Регионаллига Запад-Югозапад, 7/2
- Аален – 2000/ес. - Втора Бундеслига, 2/1
- Падерборн 07 – 2000/01 – Оберлига Вестфален, 24/19
- Падерборн 07 – 2001/02 – Регионаллига Север, 34/19
- Падерборн 07 – 2002/03 – Регионаллига Север, 31/18
- Падерборн 07 – 2003/04 – Регионаллига Север, 34/18
- Кикерс (Офенбах на Майн) – 2004/05 – Регионаллига Юг, 27/7
- Зандхаузен – 2005/ес. - Оберлига Баден-Вюртемберг, 7/2
- Есен (Касел) – 2006/пр. - Оберлига Есен, 8/2
- Есен (Касел) – 2006/ес. - Регионаллига Юг, 2/0
- Гослар 08 – 2007 – Оберлита Нидерхаузен-Вест,
- Бад-Липшпринге – 2008/2007/08 - Ландслига Вестфален